# Team Bahrain Victorious
Apresentação da equipa na Volta a San Juan de 2017
Team Bahrain Victorious (código UCI: TBV) é um equipa ciclista profissional do Barém de categoria UCI World Team (máxima categoria de equipas ciclistas). Participa do UCI World Tour bem como de algumas carreiras do Circuito Continental principalmente as do UCI Europe Tour
A equipa é financiada por um consórcio de empresas em Barein e a marca de bicicletas Merida (Anterior patrocinador da equipa Lampre).
A equipa anunciou a princípios de 2017 que a equipa amador italiano Colpack seria a equipa filial da formação.
S 4 de dezembro de 2019, a equipa anunciou que a partir do ano 2020 passaria a se chamar Team Bahrain McLaren após que dias atrás Merida anunciasse que deixava de ser o patrocinador principal.

## Corredor melhor classificado nas Grandes Voltas
| Ano  | Giro d'Italia          | Tour de France          | Volta a Espanha     |
| ---- | ---------------------- | ----------------------- | ------------------- |
| 2017 | 3.º Vincenzo Nibali    | 45.º Janez Brajkovič    | 2.º Vincenzo Nibali |
| 2018 | 5.º Domenico Pozzovivo | 18.º Domenico Pozzovivo | 9.º Íon Izagirre    |
| 2019 | 2.º Vincenzo Nibali    | 39.º Vincenzo Nibali    | 12.º Dylan Teuns    |

## Classificações UCI
A União Ciclista Internacional elaborava o Ranking UCI de classificação dos ciclistas e equipas profissionais.

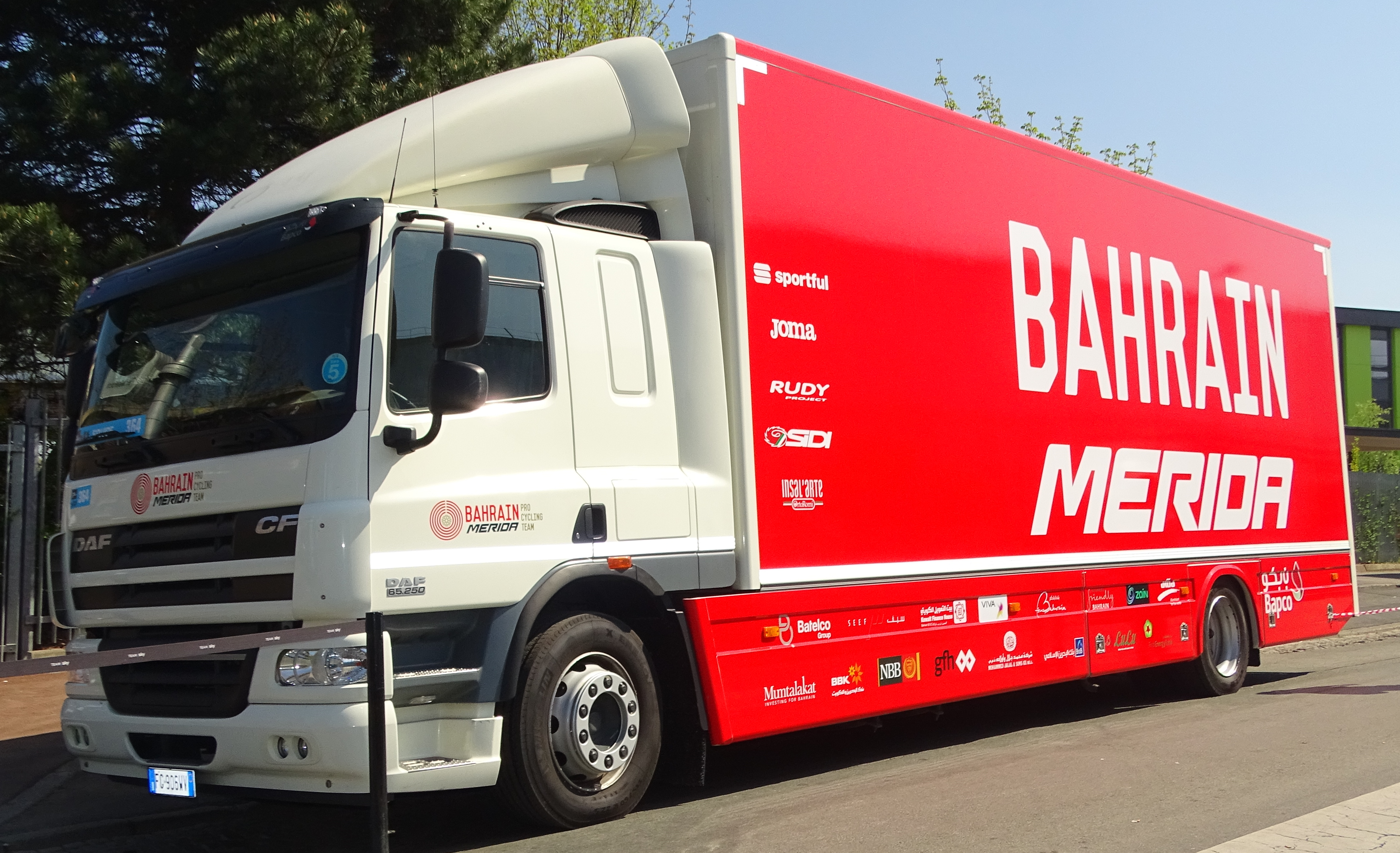
Veículos da equipa

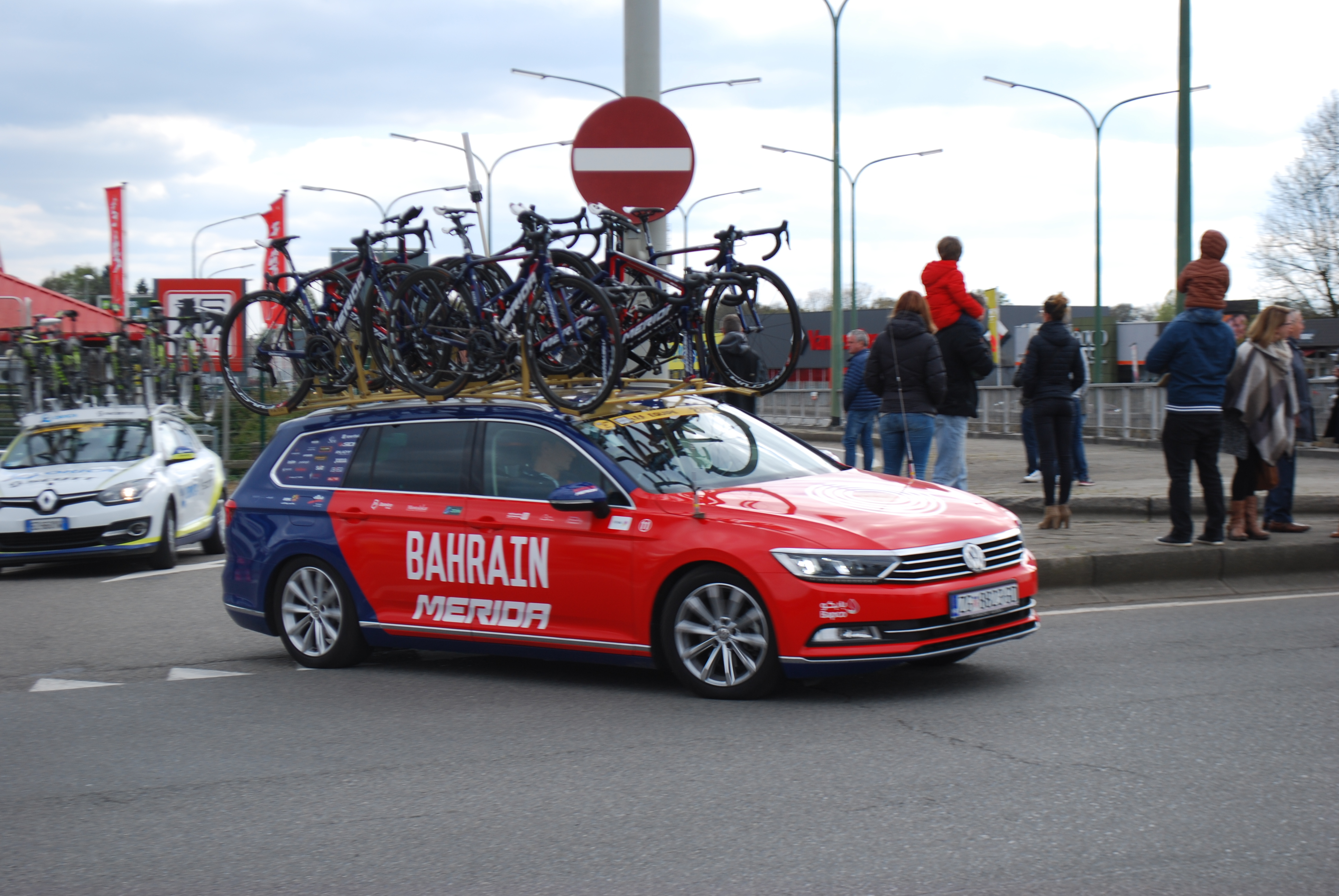
Veículos da equipa

| Ano  | Classificação por equipas | Melhor corredor | Posição |
| 2017 | 14º                       | Vincenzo Nibali | 5º      |
| 2018 | 7º                        | Íon Izagirre    | 23º     |

## Material ciclista
A equipa utiliza bicicletas Merida e equipamento Sportful.

## Palmarés
Para anos anteriores, veja-se Palmarés da Team Bahrain McLaren

### Palmarés 2020

#### UCI World Tour
| Datas | Carreiras | Ganhador |

#### UCI ProSeries
| Datas | Carreiras | Ganhador |

#### Circuitos Continentais UCI
| Datas | Circuito | Carreiras | Ganhador |

#### Campeonatos nacionais
| Datas | Carreiras | Ganhador |

## Plantel
Para anos anteriores, veja-se Elencos da Team Bahrain McLaren

### Elenco de 2020
| Corredor            | Nascimento | Nacionalidade | Equipa de 2019           |
| Yukiya Arashiro     | 22/09/1984 | Japão         | Bahrain Merida           |
| Phil Bauhaus        | 08/07/1994 | Alemanha      | Bahrain Merida           |
| Pello Bilbao        | 25/02/1990 | Espanha       | Astana Pro Team          |
| Grega Bole          | 13/08/1985 | Eslovênia     | Bahrain Merida           |
| Santiago Buitrago   | 26/09/1999 | Colômbia      | Neo (Cinelli)            |
| Eros Capecchi       | 13/06/1986 | Itália        | Deceuninck-Quick Step    |
| Damiano Caruso      | 12/10/1987 | Itália        | Bahrain Merida           |
| Mark Cavendish      | 21/05/1985 | Reino Unido   | Dimension Data           |
| Sonny Colbrelli     | 17/05/1990 | Itália        | Bahrain Merida           |
| Scott Davies        | 05/08/1995 | Reino Unido   | Dimension Data           |
| Chun Kai Feng       | 02/11/1988 | Taiwan        | Bahrain Merida           |
| Iván García Cortina | 20/11/1995 | Espanha       | Bahrain Merida           |
| Marco Haller        | 01/04/1991 | Áustria       | Team Katusha-Alpecin     |
| Heinrich Haussler   | 25/02/1984 | Austrália     | Bahrain Merida           |
| Kevin Inkelaar      | 08/07/1997 | Países Baixos | Groupama-FDJ Continental |
| Mikel Landa         | 13/12/1989 | Espanha       | Movistar Team            |
| Matej Mohorič       | 19/10/1994 | Eslovênia     | Bahrain Merida           |
| Domen Novak         | 12/07/1995 | Eslovênia     | Bahrain Merida           |
| Mark Padun          | 06/07/1996 | Ucrânia       | Bahrain Merida           |
| Hermann Pernsteiner | 07/08/1990 | Áustria       | Bahrain Merida           |
| Luka Pibernik       | 23/10/1993 | Eslovênia     | Bahrain Merida           |
| Wout Poels          | 01/10/1987 | Países Baixos | Team INEOS               |
| Marcel Sieberg      | 30/04/1982 | Alemanha      | Bahrain Merida           |
| Dylan Teuns         | 01/03/1992 | Bélgica       | Bahrain Merida           |
| Jan Tratnik         | 23/02/1990 | Eslovênia     | Bahrain Merida           |
| Rafa Valls          | 25/06/1987 | Espanha       | Movistar Team            |
| Stephen Williams    | 09/06/1996 | Reino Unido   | Bahrain Merida           |
| Alfred Wright       | 13/06/1999 | Reino Unido   | CCC Team (stagiaire)     |